# 파닭

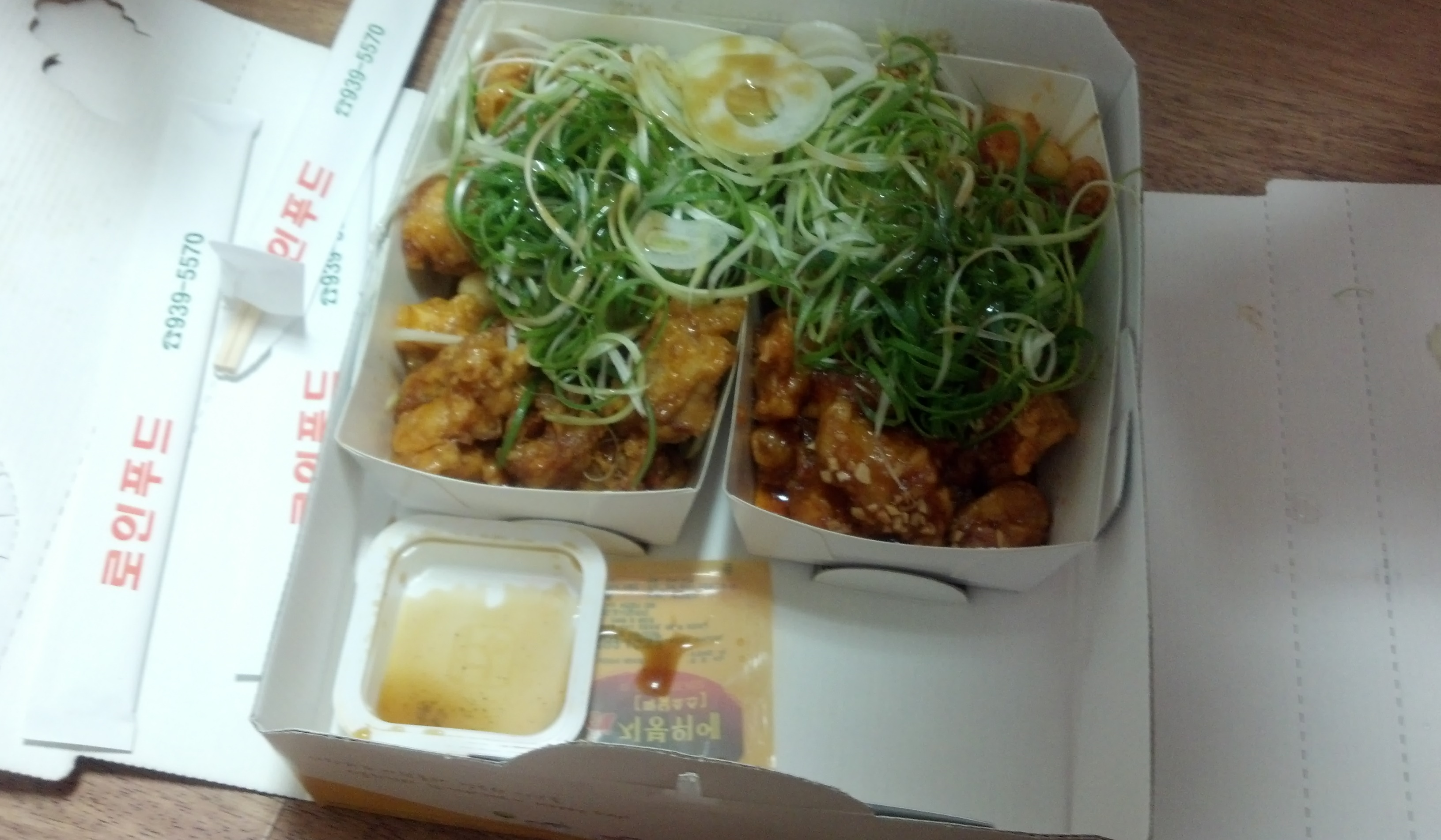
파닭

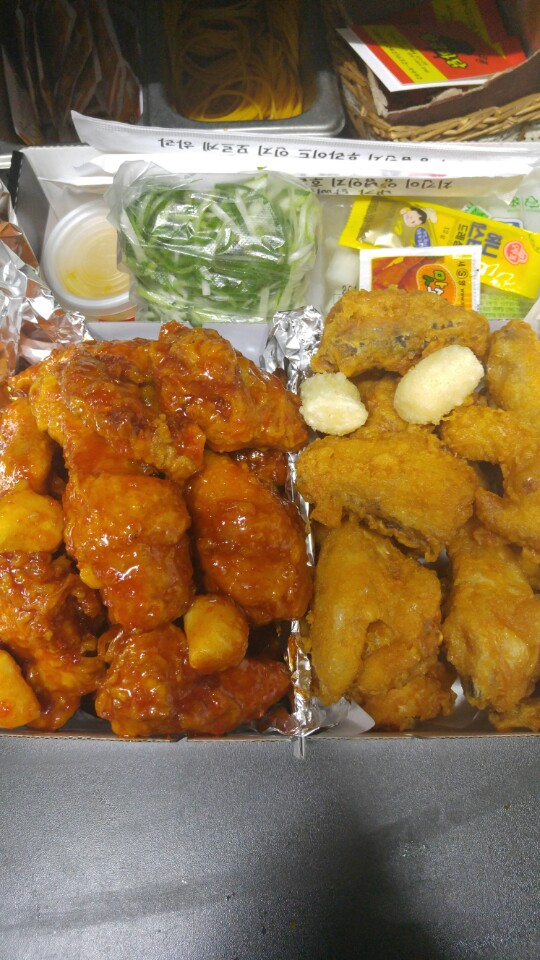
파닭

파닭(영어: Sliced Leek Chicken)은 닭고기의 일종으로, 프라이드 치킨이나 양념치킨 위에 가늘게 썬 생대파를 얹은 음식이다.
뼈를 발라낸 닭 튀김(순살치킨) 또는 양념 치킨에 파를 곁들이는 것이 기본이며, 겨자 소스나 간장 소스와 같은 별도의 소스를 버무려 내놓기도 한다. 곁들여진 생대파는 기름에 튀겨낸 닭튀김의 느끼함을 잡아주면서 동시에 크고 향긋한 풍미와 아삭한 식감을 더해준다. 뿐만 아니라 닭튀김의 부족한 영양성분을 보충해 주는 역할도 한다.
조치원에서 유래되어 인근 대학가 학생들의 야식으로 각광받다가 현재는 한국에서 전국적으로 인기를 얻고 있다.

## 같이 보기
- 한국 요리
- 통닭
- 닭 튀김
- 양념치킨